# Mercedes-Benz Classe G Wolf
Il Wolf Mercedes-Benz è la versione militare del fuoristrada Classe G utilizzato da numerosi paesi, prodotto dalla Mercedes dagli anni settanta, ed adottato da varie nazioni, anche con produzioni su licenza.

## Sviluppo
Durante gli anni del dopoguerra la Mercedes-Benz sviluppò una serie di autocarri, come l'Unimog che soddisfacevano le categorie di peso tra 1 e 5 tonnellate (di carico in terreno vario).
Ma siccome tale azienda era anche impegnata nella produzione di autovetture di eccellente qualità per il mercato civile, venne ad un certo punto naturale pensare anche un veicolo leggero per impieghi militari, coprendo un 'buco' importante della produzione.
Le specifiche erano per una portata di 750 kg fuoristrada, una capacità di traino di ben 2500 kg su strada o 750 kg su terreno vario, buone doti di mobilità e di robustezza, 4 posti e trazione integrale.
Il frutto di tale lavoro, rimasto senza nome ufficiale, venne tuttavia scartato dall'esercito tedesco-occidentale che scelse un prodotto concorrente, fabbricato da un'altra grande industria tedesca: il Volkswagen Iltis.
Ma se le vie nazionali erano precluse al nuovo nato della Mercedes, quelle internazionali erano ancora tutte da battere, sperando in un successo paragonabile alle vetture civili. E così avvenne.
Il primo ordine venne passato dalla Francia, che scelse questo mezzo presentato dalla Peugeot per il nuovo veicolo da trasporto leggero. Il nome con cui è noto è Peugeot P4, mentre è per l'appunto meno noto che si tratta del proteiforme Mercedes 'leggero' (e privo di nome proprio) equipaggiato con il propulsore della casa francese.
Oltre all'ordine francese, ottenuto nel 1981 con un totale di 15.000 veicoli, arrivò anche la produzione su licenza in Austria, dalla Geländefahrzeuggesellschaft (GFG), per un totale iniziale di 7500 macchine (1980), soprattutto per il mercato civile. Nello stesso tempo la Norvegia ha richiesto 450 mezzi, seguita dall'Argentina, che ne ha avuti alcuni, catturati dagli inglesi nel 1982. Nel frattempo anche il settore civile assorbiva ordini consistenti per tale vettura.
IL veicolo di base è molto convenzionale, con il motore avanti, guidatore e passeggero al centro, 2 altri posti dietro e infine un vano di carico. La motorizzazione prevede 4 motori diversi della serie OM616, diesel a 4 o 5 cilindri, benzina a 4 o 6 cilindri. Il cambio, manuale a 4 marce avanti e 1 indietro, è abbinato ad una trasmissione integrale, con la selezione per la 4x2 su strada.
In termini di versioni, sono stati realizzati modelli base, giardinetta, a passo lungo ecc. Accessori facoltativi sono un gancio di traino, verricello, pneumatici diversi ecc. I modelli (militari) scoperti hanno talvolta anche armi, come una mtg. Browning M2 HB sul vano di carico.